# George Blay
George Blay (7 agosto 1980) è un ex calciatore ghanese, di ruolo difensore.

## Carriera

### Club
Dopo aver giocato con varie squadre di club in Ghana, Belgio e Romania, nel 2010 si trasferisce all'Unirea.
Ha chiuso la carriera nell'Anversa.

### Nazionale
Ha partecipato ai Mondiali Under-20 del 1999.
Conta con la nazionale ghanese conta 7 presenze ed una rete.

## Palmarès

### Club

#### Competizioni nazionali
- Campionato rumeno: 1

Dinamo Bucarest: 2006-2007